# Johan Kraijenhoff
Jonkheer Johan Kraijenhoff (Amsterdam, 29 oktober 1790 – aldaar, 12 juni 1867) was een Nederlands officier der genie en behoorde tot het geslacht Krayenhoff.
Zijn naam wordt ook wel als "Krayenhoff" geschreven.

## Leven en werk
Kraijenhoff werd in 1790 geboren als zoon van C.R.T. Krayenhoff – een voormalig arts, waterbouwkundige, cartograaf en minister van Oorlog – en Gertrude Johanna van der Plaat. Op 17 juni 1800 werd Kraijenhoff cadet bij het derde bataljon Hollandse artillerie; hij was destijds negen jaar oud. Na een militaire opleiding te hebben gevolgd in Zutphen en Amersfoort werd hij in 1808 benoemd tot luitenant bij het verenigde korps artillerie en genie. In 1809 nam hij als luitenant aan Franse zijde deel aan de gevechten tegen Engeland in Zeeland. Bij de veldtocht van Napoleon naar Rusland in 1812 werd hij door de Russen krijgsgevangen genomen en overgebracht naar Saratov. In 1814 keerde hij terug naar Nederland.
Hij trad vervolgens als eerste luitenant in dienst bij het Nederlandse leger. Vanaf 19 augustus 1817 diende Kraijenhoff als kapitein bij de genie. Op 9 november 1832 werd hij bevorderd tot majoor en bijna 10 jaar later, op 2 mei 1842 tot luitenant-kolonel. Hij was ten tijde van de drooglegging van de Haarlemmermeer belast met het ontwerpen en uitvoeren van de nieuwe verdedigingswerken voor Amsterdam. Zijn voorlaatste promotie tot kolonel vond plaats op 8 februari 1850. Hij werd overgeplaatst naar Maastricht en kreeg tot taak de inspectie van de Nederlandse vestingwerken in Limburg. Op 20 augustus 1858 gepromoveerd tot Nederlands generaal-majoor. Op 14 november 1859 ging hij met pensioen.
Kraijenhoff trouwde op 22 juli 1818 te Den Haag met Amelia Maria Rühle (1794-1859). Hij overleed in 1867 op 76-jarige leeftijd in Amsterdam.

## Onderscheidingen
In 1840 werd Kraijenhoff benoemd tot ridder in de Orde van de Nederlandse Leeuw. In 1855 volgde zijn benoeming tot commandeur der Orde van de Eikenkroon. Kraijenhoff was tevens drager van het Metalen Kruis, de Sint-Helenamedaille en het Zilveren Kruis van 1813.